# Moshi Moshi Records
Moshi Moshi Records est un petit label de musique indépendant basé à Londres.
Son nom provient de « Moshi moshi », une interjection japonaise que l'on adresse au téléphone pour saluer son interlocuteur.
Le label a fêté son dixième anniversaire en octobre 2008 lors d'une fête à l'O2 Arena.
Hot Chip, Kate Nash, Florence And The Machine, Slow Club, Tilly And The Wall, The Mae Shi, The Wave Pictures et James Yuill faisaient partie des artistes présents.

## Live
Moshi Moshi organise des concerts de façon mensuelle à l'Hoxton Bar & Kitchen, à Londres. Entre autres, The Young Knives, Casiokids, James Yuill, Sky Larkin y ont joué.
Une nouvelle soirée Moshi a vu le jour en juillet 2009 au Garage, à Londres.

## Album
En 2008 le label sort sa première compilation, appelée Moshi Moshi Singles Compilation. Elle regroupe les artistes ayant sorti des titres via le label. Cela incluait entre autres Kate Nash, Late of the Pier et Friendly Fires. Une seconde compilation est sortie en avril 2010, incluant les artistes ayant signés chez Moshi Moshi Records depuis la première compilation avec, entre autres, Florence And The Machine

## Artistes
- Alterkicks
- Architecture In Helsinki
- Au Revoir Simone
- Beat Connection
- Becoming Real
- Best Fwends
- Big Deal
- Bless Beats
- Bloc Party
- Blue Foundation
- Breakbot
- Casiokids
- Cerebral Ballzy
- Clock Opera
- Cocknbullkid
- D/R/U/G/S
- Dananananaykroyd
- Dels
- Disclosure
- Diskjokke
- Dntel
- Eagulls
- Egyptian Hip Hop
- Elle S'appelle
- Fanfarlo
- Fans of Kate
- Florence And The Machine
- Foreign Born
- Friendly Fires
- Hercules & Love Affair
- Hot Chip
- Hot City
- Hot Club De Paris
- Idiot Glee
- Ingo Star Cruiser
- J Xaverre
- James Yuill
- Junk Boy
- Kate Nash
- Kindness
- Late Of The Pier
- Lo-Fi-Fnk
- Lulu & The Lampshades
- Lykke Li
- Mates of State
- Matt & Kim
- Matt Harding
- Mirrors
- Moshi Moshi DJs
- Moshi Moshi Xmas
- New Rhodes
- Niki & The Dove
- Pacific!
- Pedro v Kathryn Williams
- Psychologist
- Rat:att:agg
- Roland Shanks
- Samuel & The Dragon
- Signals
- Silver Columns
- Slow Club
- Spectrals
- Still Flyin'
- Sukpatch
- Team Water Polo
- Teeth
- The Drums
- The Grates
- The Mae-shi
- The Rakes
- The Very Best
- The Wave Pictures
- Tilly And The Wall
- Trophy Wife
- Two Wounded Birds
- Unsound
- Various
- Villa Nah
- Visions of Trees
- Yeti
- Zan Lyons